# Maskinongé
Maskinongé är en kommun och tätort (centre de population) i provinsen Québec i Kanada. Den ligger i regionen Mauricie, i den sydöstra delen av landet, 220 km öster om huvudstaden Ottawa.